# Timandra synthaca
Timandra synthaca är en fjärilsart som beskrevs av Louis Beethoven Prout 1938. Timandra synthaca ingår i släktet Timandra och familjen mätare. Inga underarter finns listade i Catalogue of Life.